# Lijst van onroerend erfgoed in Brielen
Een overzicht van het onroerend erfgoed in de deelgemeente Brielen in de gemeente Ieper. Het onroerend erfgoed maakt onderdeel uit van het cultureel erfgoed in België.
| Object                                                     | Erfgoedstatus?         | Bouwjaar of architect | Deelgemeente | Adres                             | Coördinaten                   | Nummer? | Afbeelding                                                 |
| ---------------------------------------------------------- | ---------------------- | --------------------- | ------------ | --------------------------------- | ----------------------------- | ------- | ---------------------------------------------------------- |
| Hoeve Buurloofhof                                          | poortgebouw (monument) |                       | Brielen      | Adriaansensweg 31                 | 50° 51' 32" NB, 2° 51' 3" OL  | 30645   | Hoeve Buurloofhof                                          |
| Hoeve met losse bestanddelen                               |                        |                       | Brielen      | Brielenstraat 57                  | 50° 51' 47" NB, 2° 50' 43" OL | 30647   | Hoeve met losse bestanddelen                               |
| Kasteel De Drie Torens                                     |                        |                       | Brielen      | Drietorenweg 20                   | 50° 52' 4" NB, 2° 50' 8" OL   | 30648   | Kasteel De Drie Torens                                     |
| Langgestrekte hoeve                                        |                        |                       | Brielen      | Kapellestraat 22                  | 50° 53' 4" NB, 2° 51' 23" OL  | 30649   | Langgestrekte hoeve                                        |
| Hoeve Krikhof                                              |                        |                       | Brielen      | Kapellestraat 34                  | 50° 52' 33" NB, 2° 50' 17" OL | 30650   | Hoeve Krikhof                                              |
| Hoeve met losse bestanddelen                               |                        |                       | Brielen      | Noordhofweg 1                     | 50° 51' 59" NB, 2° 51' 24" OL | 30651   | Hoeve met losse bestanddelen                               |
| Hoeve met losse bestanddelen                               |                        |                       | Brielen      | Noordhofweg 3                     | 50° 52' 5" NB, 2° 51' 39" OL  | 30652   | Hoeve met losse bestanddelen                               |
| Villa Garage du Châtelet                                   |                        |                       | Brielen      | Veurnseweg 6                      | 50° 51' 38" NB, 2° 52' 5" OL  | 30653   | Villa Garage du Châtelet                                   |
| Landhuis Reiger Burg                                       |                        |                       | Brielen      | Veurnseweg 10-12                  | 50° 51' 43" NB, 2° 51' 58" OL | 30654   | Upload foto                                                |
| Hoeve 't Drevenhof                                         |                        |                       | Brielen      | Veurnseweg 37                     | 50° 51' 35" NB, 2° 51' 52" OL | 30655   | Hoeve 't Drevenhof                                         |
| Hoeve Meiboomhof                                           |                        |                       | Brielen      | Veurnseweg 59                     | 50° 51' 50" NB, 2° 51' 22" OL | 30656   | Hoeve Meiboomhof                                           |
| Gemeentehuis van Brielen, onderwijzerswoning, schoolgebouw |                        |                       | Brielen      | Veurnseweg 147, Brielenstraat 1-3 | 50° 52' 2" NB, 2° 51' 1" OL   | 30657   | Gemeentehuis van Brielen, onderwijzerswoning, schoolgebouw |
| Herberg                                                    |                        |                       | Brielen      | Veurnseweg 149                    | 50° 52' 2" NB, 2° 50' 59" OL  | 30658   | Herberg                                                    |
| Pastorie                                                   |                        |                       | Brielen      | Veurnseweg 173                    | 50° 52' 5" NB, 2° 50' 50" OL  | 30659   | Pastorie                                                   |
| Molenaarswoning en maalderij                               |                        |                       | Brielen      | Veurnseweg 217                    | 50° 52' 9" NB, 2° 50' 43" OL  | 30660   | Molenaarswoning en maalderij                               |
| Parochiekerk Onze-Lieve-Vrouw                              |                        |                       | Brielen      | Veurnseweg 110                    | 50° 52' 5" NB, 2° 50' 55" OL  | 30661   | Parochiekerk Onze-Lieve-Vrouw                              |
| Hoeve Verloren Hof                                         |                        |                       | Brielen      | Vroedenhofstraat 3                | 50° 52' 49" NB, 2° 50' 25" OL | 30662   | Hoeve Verloren Hof                                         |
| Solferino Farm Cemetery                                    | Monument               |                       | Brielen      | Kapellestraat                     | 50° 52' 39" NB, 2° 50' 42" OL | 201107  | Solferino Farm Cemetery                                    |
| Gedenkkapel Onze-Lieve-Vrouw van Vrede                     |                        |                       | Brielen      | Noordhofweg                       |                               | 213355  | Gedenkkapel Onze-Lieve-Vrouw van Vrede                     |
| Mitrailleurspost Drietorenkasteel                          |                        |                       | Brielen      | Drietorenweg                      |                               | 213380  | Mitrailleurspost Drietorenkasteel                          |
| Britse betonconstructie 1 Drietorenkasteel                 |                        |                       | Brielen      | Drietorenweg                      |                               | 213381  | Britse betonconstructie 1 Drietorenkasteel                 |
| Britse betonconstructie 2 Drietorenkasteel                 |                        |                       | Brielen      | Drietorenweg                      |                               | 213382  | Britse betonconstructie 2 Drietorenkasteel                 |
| Britse schuilplaats                                        |                        |                       | Brielen      | Reningestraat                     |                               | 213508  | Britse schuilplaats                                        |
| Cilindervormige versterkte constructie                     |                        |                       | Brielen      | Veurnseweg                        |                               | 213509  | Cilindervormige versterkte constructie                     |
| Britse betonnen posten dijk Ieperleekanaal                 |                        |                       | Brielen      | Westkaaipad                       |                               | 215696  | Britse betonnen posten dijk Ieperleekanaal                 |